# Лукьянченко, Станислав Александрович
Станисла́в Алекса́ндрович Лукья́нченко (укр. Станіслав Олександрович Лукьянченко; 17 октября 1928, Новая Водолага — 22 сентября 2001) — советский и украинский инженер, директор Дальневосточного (1964—1968) и Черноморского (1978—1986) морских пароходств. Депутат Совета Союза Верховного Совета СССР 10-11 созывов (1979—1989) от Одесской области.

## Биография
Родился 17 октября 1928 года в посёлке Новая Водолага, ныне Харьковской области. Станислав Александрович с детства любил море, и его очень привлекали морские профессии, поэтому в дальнейшем хотел связать свою судьбу с морским флотом. В 1947 году он поступил на эксплуатационный факультет Одесского института инженеров морского флота и окончил его.
При распределении молодых специалистов Станислав Лукьянченко, имея преимущество выбора как окончивший институт с отличием, в 1952 году получил назначение в Дальневосточное морское пароходство (г. Владивосток). В период работы в Дальневосточном морском пароходстве с 1952 по 1964 годы он прошёл трудовой путь от рядового диспетчера службы перевозок до начальника пароходства. В 1964 году Станислав Александрович был назначен начальником Дальневосточного морского пароходства. Под его руководством пароходство открыло две международные линии, началось освоение контейнерных перевозок путём переоборудования судов-лесовозов в ячеистые контейнеровозы. Пароходство успешно выполняло планы по завозу народнохозяйственных грузов в Арктику, в порты с ограниченными сроками навигации, а также в заграничном плавании.

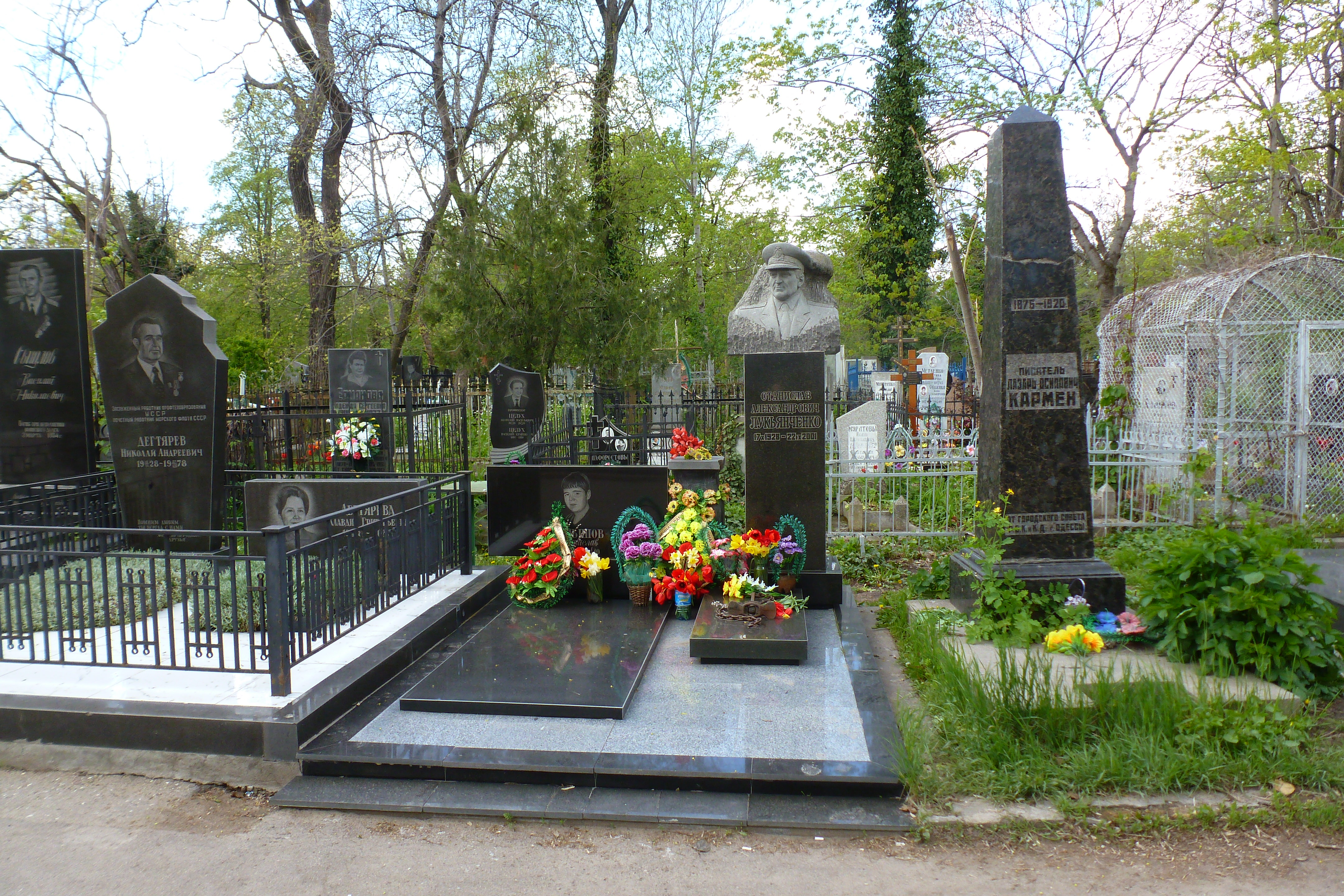
Могильный памятник Станиславу Александровичу Лукьянченко (в центре) на Втором Христианском кладбище города Одесса.

В 1968 году его перевели в центральный аппарат Министерства морского флота СССР (Москва). На протяжении 1968—1978 гг. он работал в должности начальника планово-экономического управления и члена коллегии Министерства морского флота СССР, а затем заместителем министра морского флота СССР. За время работы С. А. Лукьянченко в центральном аппарате морского флота морской транспорт СССР превратился в передовую отрасль народного хозяйства СССР, в том числе за счёт использования лучших достижений науки и техники, направленных на развитие материально-технической базы, современных морских судов, применения новых методов в управлении морским транспортом.
В 1978 году Станислав Лукьянченко был назначен на должность начальника Черноморского морского пароходства (г. Одесса), где проработал до 1986 года. Причиной снятия с должности была катастрофа пассажирского лайнера «Адмирал Нахимов» на рейде Новороссийска 31 августа 1986 года, повлёкшая гибель судна и большого числа людей на борту (погибло 423 человека из 1243 пассажиров и членов экипажа). В течение 1987—1996 годов он работал доцентом кафедры судовождения Одесского высшего инженерного морского училища, а позже, в 1996—2001 годах, — на различных должностях в Черноморско-Азовском управлении морских путей.

## Награды
- орден Ленина
- орден Октябрьской Революции
- три ордена Трудового Красного Знамени
- ряд орденов и медалей социалистических стран